# Polina Antonova Nedialkova
Polina Antonova Nedialkova (en búlgaro, Полина Недялкова) fue una oficial del Ejército Rojo, general mayor del Ejército Popular de Bulgaria y Heroína del Trabajo Socialista del Bulgaria.
Fue la primera mujer en llegar al grado de general en la historia de Bulgaria.

## Infancia y primeros años
Nacida el 8 de diciembre de 1914, en Sofía, de una familia de comunistas (el padre, Anton Nedialkov, era miembro del Partido Socialdemócrata de los Trabajadores búlgaros desde 1910 y su madre desde 1914. Como niña involucrada en actividades sociales y políticas comenzó a distribuir el "Boletín Rabotnicheski" cuyos ingresos iban destinados al alivio del hambre en la región del Volga y a la construcción del Partido en el país.
Poco antes del Levantamiento de Septiembre, en 1924, su padre fue detenido y condenado a muerte. La dirección del partido consiguió que saliera del país, viéndose obligado a emigrar ilegalmente a Turquía. En 1925, su madre y su hermano partieron hacia Turquía, desde donde la familia se mudó a Moscú. En 1926, tras ocho años en la escuela, Nedyalkova logró también emigrar a la URSS a través de Turquía.
En la URSS, su padre trabajaba en la sección búlgara de la Komintern, su madre trabajaba en la Biblioteca Lenin. Polina estudió en la escuela de Moscú, donde fue aceptada como pionera.
Siendo todavía menor de edad, llegó a dominar los rudimentos de la radio y aprendió a conducir. Como resultado de la adquisición de estos conocimientos, el sueño de infancia de convertirse en un química fue reemplazado con entusiasmo por la automoción. En 1932 fue al Comité Central del Konsomolcon una solicitud para inscribirse en la Academia Militar de Moscúde Mecanización y Motorización Ejército Rojo. La solicitud fue acogida con cierta frialdad, pero logró ser aceptada al contar con el apoyo de Vasil Kolarov, cabeza visible de la sección búlgara de la Komintern. Tras entrevistarse con la joven Polina expresó: " Y se necesitará ingenieros como ella en Bulgaria, en un principio por los tanques pero luego por los tractores". Gracias a ello se convirtió en una de los tres estudiantes búlgaros de la Academia (los otros eran Hristo Boev y Boris Genchev).

## Juventud y Guerra civil española
En 1936, se graduó con honores de la academia y solicitó a la sección búlgara de la Komintern marchar como voluntaria para participar en la Guerra civil española, solicitud que fue rechazada. Polina volvió a solicitarlo y esta vez, tras conseguir que Georgiy Dimitrov examinara personalmente la petición, obtuvo permiso.
En diciembre de 1936, viajó a España bajo el nombre de "Polina Volodina". Para llegar a España desde Moscú pasó por Praga, París y Barcelona, lo que le llevó 27 días. En Barcelona se decide enviarla a Valencia, donde ya existía una agrupación de búlgaros antifascistas.
El Comité Central del Partido Comunista de España reaccionó con incredulidad al estudiar su carta de presentación (la propia Nedialkova recordaba: "Para los camaradas españoles, una mujer en un tanque parecía algo increíble") y por un tiempo se mantuvo a Polina en expectativa de órdenes. Después de una reunión con los graduados de la academia, Nikolái Alimov y Alexéi Shabohin, fue enviada a la sede de la brigada de tanques DG Pavlov e incluida como ingeniera para la reparación de vehículos blindados de la brigada, a las órdenes en la parte técnica de Petru Glújov.
Comenzó a trabajar en el desarrollo de la base de reparación de la brigada en la ciudad de Alcalá de Henares, a 30 km de Madrid, además de tareas de mantenimiento y reparación, participó en la evacuación de vehículos blindados dañados de los campos de batalla (Grupos especiales habían sido creados con este fin "cazadores nocturnos").
Se distinguió durante la batalla de Guadalajara, cuando junto a un grupo de soldados y técnicos bajo el fuego de las tropas franquistas, lograron hacerse con éxito con ocho tanques de la Fuerza Expedicionaria Italiana, llevándolos desde la zona neutral a la retaguardia republicana.

## Regreso a la URSS
A finales de 1937 regresó a Moscú, donde fue ascendida al rago 3.º de ingeniería militar, fue galardonada con la Orden de la Bandera Roja así como con la permanencia en la Dirección Blindada del Comisariado del Pueblo para la defensa de la URSS.
Como representante militar, visitó fábricas para la producción de vehículos blindados y participó en las pruebas del tanque ligero flotante T-40, durante aquellas pruebas los primeros diez T-40 construidos realizaron la ruta Moscú-Bryansk-Kiev-Minsk que se extendía por más de tres mil kilómetros, cruzando el río Dniéper y saltando desde el trampolín al lago Prince (uno de aquellos tanques tenía una tripulación completamente femenina, compuesta por la chófer-mecánica Lyudmila Starshinova [4], Sonya Skrynnikova y Polina Nedyalkova).
En la noche del 21 de junio de 1941 Nedialkova estaba de servicio en el edificio del Comisariado del Pueblo de Defensa y fue de las primeras en descubrir el inicio de la guerra. Y participó en las primeras medidas de movilización que se tomaron ante la invasión alemana.
Después del comienzo de la entrega de equipos Lend-Lease, Nedyalkova, como parte de un grupo de especialistas técnicos de habla inglesa, recibió instrucciones para estudiar equipos de Estados Unidos e Inglaterra, y a finales de 1941 y principios de 1942 participó en la traducción al ruso de un conjunto de documentos técnicos sobre la explotación del inglés. tanque Mk.III "San Valentín" y el tanque mediano estadounidense M-3.
En 1943, trabajó en la planta de Moscú "Dynamo" (en ese momento, reparando los tanques T-34), en 1944 se dedicó a organizar la reparación de equipos en las tropas del 2 ° Frente Ucraniano.
El 8 de mayo de 1945 fue enviado a una de las plantas en Budapest, donde implementó la producción de repuestos para el Ejército Rojo y aquí le sobrevino el fin del conflicto.

## Vuelta a Bulgaria
Más tarde, voló a Moscú y presentó una solicitud para regresar a Bulgaria. En Moscú, se reunió con Georgi Dimitrov, quien la recomendó para continuar su servicio en el recién creado Ejército Popular de Bulgaria, que en ese momento tenía escasez de ingenieros y especialistas técnicos y no tenía experiencia significativa en el manejo de equipos fabricados por los soviéticos.
Después de regresar a Bulgaria, la coronel general Nedyalkova fue nombrada para el cargo de subdirectora del departamento de tractores a motor del Ministerio búlgaro de Defensa Nacional, y más tarde se convirtió en el jefe de dicho departamento.
En 1967 se convirtió en la organizadora de la publicación y editora en jefe de la revista técnica militar "Military technique".
Después de recibir el rango de General Mayor en 1974, se convirtió en la primera mujer general en la historia de Bulgaria.
Murió en Sofía enero de 2001.

## Premios estatales
- Orden de la Bandera Roja (URSS).
- Orden de la Estrella Roja (URSS).
- Orden de la Amistad de los Pueblos (URSS).
- Héroe del trabajo socialista de la República Popular de Bulgaria.
- Orden de George Dimitrova.